# Nuśki
Nuśki – miasto w Pakistanie, w prowincji Beludżystan. W 2017 roku liczyło 46 386 mieszkańców.